# De fyra fjädrarna
De fyra fjädrarna (engelska: Storm Over the Nile) är en brittisk dramafilm från 1955 i regi av Zoltan Korda och Terence Young.
Filmen är baserad på A.E.W. Masons roman De fyra fjädrarna och är en nyinspelning av Kordas film från 1939.

## Rollista i urval
- Anthony Steel - Harry Faversham
- Laurence Harvey - kapten John Durrance
- Ronald Lewis - Peter Burroughs
- Ian Carmichael - Tom Willoughby
- James Robertson Justice - general Burroughs
- Mary Ure - Mary Burroughs
- Geoffrey Keen - doktor Sutton
- Jack Lambert - översten
- Ferdy Mayne - doktor Harraz
- Michael Hordern - general Faversham
- Christopher Lee - Karaga Pasha
- Sam Kydd - Joe